# كوري جيفرسون
كوري جيفرسون (بالإنجليزية: Cory Jefferson)‏ مواليد 26 ديسمبر 1990، هو لاعب كرة سلة أمريكي يلعب مع فريق بروكلين نتس في الرابطة الوطنية لكرة السلة ويحمل الرقم 21. يبلغ طوله 6 قدم 9 بوصة (2.1 م).

## فرق لعب لها
- بروكلين نتس

## روابط خارجية
- كوري جيفرسون على موقع إن بي أي (الإنجليزية)
- كوري جيفرسون على موقع سبورتس رفرنس (الإنجليزية)
- كوري جيفرسون على موقع الدوري الإسباني لكرة السلة (الإسبانية)
- كوري جيفرسون على موقع كرة السلة الأوروبية.كوم (الإنجليزية)
- كوري جيفرسون على موقع إي إس بي إن.كوم (الإنجليزية)
- كوري جيفرسون على موقع كلية كرة السلة في سبورتس رفرنس.كوم (الإنجليزية)
- كوري جيفرسون على موقع ريلجم (الإنجليزية)
- كوري جيفرسون على موقع بروبوليرز (الإنجليزية)
- كوري جيفرسون على موقع سبورتس رفرنس (الإنجليزية)
- كوري جيفرسون على موقع سبورتس رفرنس (الإنجليزية)